# Druhá syrská přechodná vláda
Druhá syrská přechodná vláda (arabsky الحكومة الانتقالية السورية الثانية‎) je prozatímní vláda Sýrie, která byla ustavena 29. března 2025 dočasným prezidentem Ahmadem aš-Šarou. Nahradila první syrskou přechodnou vládu vedenou Muhammadem al-Bašírem. Vznik vlády oznámil Šara při slavnostním ceremoniálu v prezidentském paláci v Damašku, kde noví ministři složili přísahu a přednesli projevy o svých politických programech.

## Vznik
Po pádu Asadova režimu došlo k vytvoření první přechodné vlády, kterou vedl Muhammad al-Bašír. Tato vláda vedla vyjednávání s ostatními syrskými povstaleckými vládami o vytvoření společné vlády. Dne 12. února 2025 dvě významné organizace bývalé syrské opozice, Syrská národní koalice a Syrská vyjednávací komise, oznámily podporu přechodné vládě. Následně pak byla 11. března podepsána dohoda mezi Šarou a velitelem milic SDF Mazlúmem Abdím, která předpokládá začlenění kurdské samosprávné federace Rojava do vojenských a civilních struktur přechodné vlády v průběhu roku 2025.
Vznik vlády byl implementací prozatímní ústavy Sýrie, která byla ratifikována prezidentem Šarou 13. března 2025 a která stanovuje základní právní rámec Sýrie pro pětileté přechodné období 2025 až 2030. Prozatímní ústava zavádí prezidentský systém, ve kterém je výkonná moc soustředěna do rukou prezidenta, jenž jmenuje ministry, a nezahrnuje funkci premiéra. Vznik vlády oznámil Šara při slavnostním ceremoniálu v prezidentském paláci v Damašku, kde noví ministři složili přísahu a přednesli projevy o svých politických programech. Byla vytvořena dvě nová ministerstva: Ministerstvo mládeže a sportu a Ministerstvo pro mimořádné události a krizové řízení. Funkce premiéra byla zrušena, nicméně dosavadní premiér Bašír zůstal členem administrativy jako ministr energetiky. Tato pozice vznikla sloučením ministerstva pro elektřinu a ministerstva pro ropu a nerostné bohatství. Čtyři noví ministři pocházeli z menšinových skupin: Járub Bádir z alávitské komunity, Amžad Badr z drúzské komunity, Hind Kabavátová z křesťanské komunity a Muhammad Abdarrahmán Turkó z kurdské komunity. Ve vládě byli rovněž zastoupeni představitelé různých frakcí bývalé syrské opozice: Muhammad Abú al-Chajr Šukrí byl během občanské války členem Syrské národní koalice, Ráid as-Sálih byl ředitelem organizace Bílé přilby a Hind Kabavátová, která je jedinou ženou ve vládě, působila jako místopředsedkyně Syrské vyjednávací komise v Ženevě.

## Členové
| Funkce                                          | Jméno                       | Politická příslušnost  | Ve funkci       | Ve funkci |
| Funkce                                          | Jméno                       | Politická příslušnost  | Od              | Do        |
| ----------------------------------------------- | --------------------------- | ---------------------- | --------------- | --------- |
| Prezident                                       | Ahmad aš-Šara               | Tahrír al-Šám          | 30. ledna 2025  |           |
| Ministr vnitra                                  | Anas Chattáb                | Tahrír al-Šám          | 29. března 2025 |           |
| Ministr obrany                                  | Murhaf Abú Kvásra           | Tahrír al-Šám          | 29. března 2025 |           |
| Ministr zahraničních věcí a expatriotů          | Asád Hasan aš-Šajbání       | Tahrír al-Šám          | 29. března 2025 |           |
| Ministr spravedlnosti                           | Madhar al-Wais              | Tahrír al-Šám          | 29. března 2025 |           |
| Ministr pro dotace                              | Mohammad Abu al-Chajr Šukrí | Syrská národní koalice | 29. března 2025 |           |
| Ministr vyššího školství                        | Marwán al-Halabí            | nezávislý              | 29. března 2025 |           |
| Ministr práce a sociálních věcí                 | Hind Kabavátová             | nezávislá              | 29. března 2025 |           |
| Ministr energetiky                              | Muhammad al-Bašír           | Tahrír al-Šám          | 29. března 2025 |           |
| Ministr financí                                 | Mohammad Jisr Barníja       | nezávislý              | 29. března 2025 |           |
| Ministr ekonomických a obchodních věcí          | Mohammad Nidal al-Šá'ar     | nezávislý              | 29. března 2025 |           |
| Ministr zdravotnictví                           | Musab Nizál al-‘Alí         | nezávislý              | 29. března 2025 |           |
| Ministr pro místní správu a životní prostředí   | Mohammad Anžarání           | Tahrír al-Šám          | 29. března 2025 |           |
| Ministr pro mimořádné události a krizové řízení | Raíd al-Sálih               | nezávislý              | 29. března 2025 |           |
| Ministr komunikací a informačních technologií   | Abd as-Salám Heikal         | nezávislý              | 29. března 2025 |           |
| Ministr zemědělství a agrární reformy           | Amjad Badr                  | nezávislý              | 29. března 2025 |           |
| Ministr školství                                | Mohammad Abdul Rahman Turko | nezávislý              | 29. března 2025 |           |
| Ministr veřejných prací a bydlení               | Mustafa Abdul Razak         | Tahrír al-Šám          | 29. března 2025 |           |
| Ministr kultury                                 | Mohammad Jásin Sálih        | nezávislý              | 29. března 2025 |           |
| Ministr mládeže a sportu                        | Mohammad Sámih Hámid        | Tahrír al-Šám          | 29. března 2025 |           |
| Ministr turismu                                 | Mázen al-Sálihání           | nezávislý              | 29. března 2025 |           |
| Ministr administrativního vývoje                | Mohammad Skáf               | Tahrír al-Šám          | 29. března 2025 |           |
| Ministr dopravy                                 | Jarúb Bádir                 | nezávislý              | 29. března 2025 |           |
| Ministr informací                               | Hamza al-Mustafá            | nezávislý              | 29. března 2025 |           |